# Kommunistische Partei Taiwans

Flagge mit Logo der Partei

Die Kommunistische Partei Taiwans (chinesisch 台灣共產黨 oder 臺灣共產黨 / 台湾共产党, Pinyin Táiwān Gòngchǎndǎng, Pe̍h-ōe-jī Tâi-oân Kiōng-sán Tóng) ist eine kommunistische Partei in der Republik China (Taiwan), welche offiziell am 20. Juli 2008  in Tainan gegründet wurde. Gründer und Vorsitzender ist Wang Lao-yang (王老養). Dieser hatte seit 1994 mehrfach versucht, eine Kommunistische Partei zu gründen, scheiterte jedoch am Verbot des Kommunismus auf Taiwan, bis die Richter des Justiz-Yuan ein Verbot von Kommunismus und Separatismus am 20. Juni 2008 für verfassungswidrig erklärten. Nach eigener Aussage pflegt die Partei keine Beziehungen zur Kommunistischen Partei Chinas auf dem Festland.